# Đạo luật buôn bán nô lệ 1807

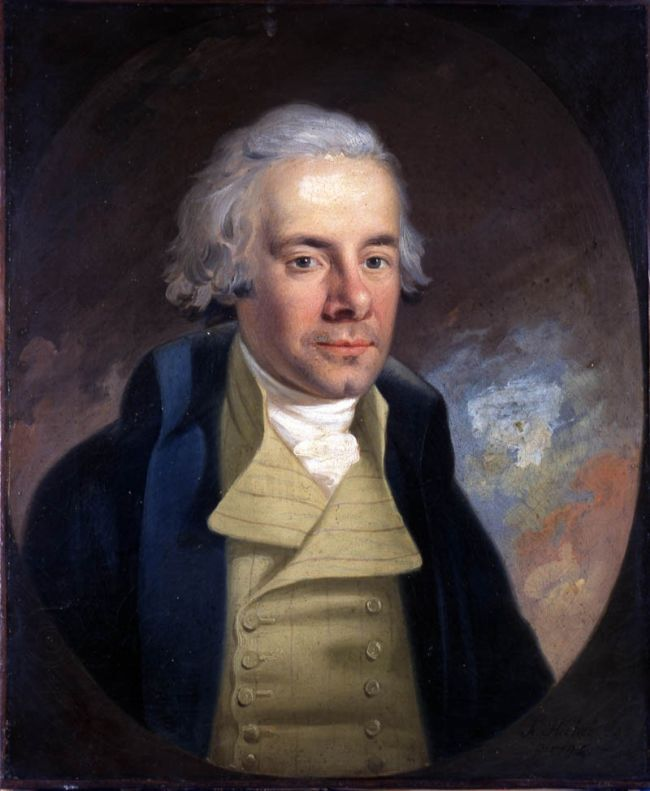
William Wilberforce, người lãnh đạo chiến dịch của Anh để xóa bỏ buôn bán nô lệ

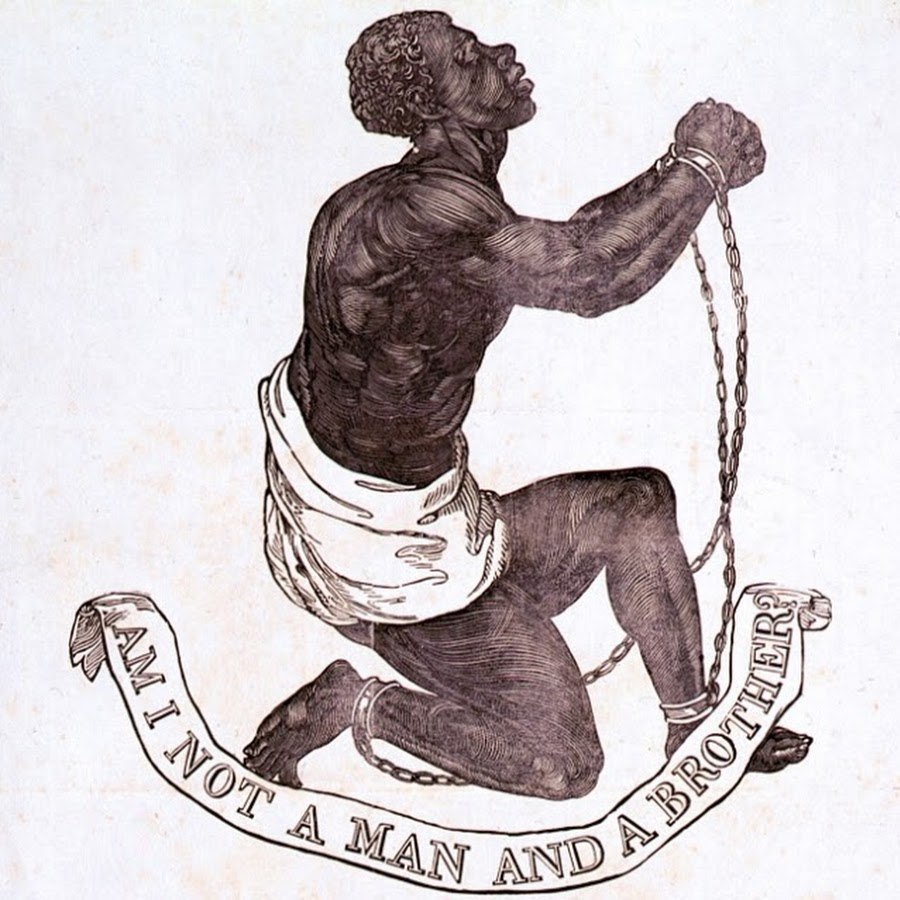
"Tôi có phải là một con người và một người anh em không? "Huy chương được tạo ra như một phần của chiến dịch chống chế độ nô lệ Josiah Wedgwood, 1787

Đạo luật buôn bán nô lệ 1807, chính thức là Đạo luật bãi bỏ buôn bán nô lệ, là một đạo luật của Quốc hội Vương quốc Anh cấm buôn bán nô lệ ở Đế quốc Anh. Mặc dù nó không xóa bỏ chế độ nô lệ, nhưng nó đã khuyến khích hành động của Anh để ép các quốc gia khác xóa bỏ các giao dịch nô lệ của chính họ.
Nhiều người ủng hộ nghĩ rằng Đạo luật sẽ dẫn đến sự chấm dứt chế độ nô lệ. Chế độ nô lệ trên đất Anh không được hỗ trợ trong luật Anh và vị trí đó đã được xác nhận trong Vụ án củaettett năm 1772, nhưng nó vẫn hợp pháp ở hầu hết Đế quốc Anh cho đến khi Đạo luật xóa bỏ chế độ nô lệ năm 1833.

## Bối cảnh
Martin Meredith tuyên bố: "Trong thập kỷ từ 1791 đến 1800, các tàu của Anh đã thực hiện khoảng 1.340 chuyến đi xuyên Đại Tây Dương, hạ cánh gần 400.000 nô lệ. Từ năm 1801 đến 1807, họ đã kiếm thêm 266.000. Buôn bán nô lệ vẫn là một trong những doanh nghiệp có lợi nhuận cao nhất của Anh. "
Ủy ban bãi bỏ buôn bán nô lệ được thành lập năm 1787 bởi một nhóm người Tin lành Anh Tin lành liên minh với Quakers, để đoàn kết trong sự phản đối chia sẻ của họ đối với chế độ nô lệ và buôn bán nô lệ. Những người Quaker từ lâu đã coi chế độ nô lệ là vô đạo đức, một sự tàn phá đối với nhân loại. Đến năm 1807, các nhóm theo chủ nghĩa bãi bỏ đã có một nhóm rất lớn gồm các thành viên có cùng chí hướng trong Quốc hội Anh. Ở độ cao của họ, họ kiểm soát 35 ghế4040. Được biết đến như là "Các vị thánh", liên minh được lãnh đạo bởi những người vận động chống buôn bán nô lệ nổi tiếng nhất, William Wilberforce, người đã đưa ra lý do bãi bỏ vào năm 1787 sau khi đọc được bằng chứng rằng Thomas Clarkson đã tích lũy chống lại buôn bán nô lệ. Những nghị sĩ chuyên trách này đã có quyền truy cập vào tài liệu pháp lý của James Stephen, anh rể của Wilberforce. Họ thường thấy cuộc chiến cá nhân của họ chống lại chế độ nô lệ là một cuộc thập tự chinh thiêng liêng. Vào Chủ nhật, ngày 28 tháng 10 năm 1787, Wilberforce đã viết trong nhật ký của mình: "Chúa toàn năng đã đặt ra trước tôi hai đối tượng vĩ đại, sự đàn áp buôn bán nô lệ và cải cách cách cư xử." 
Số lượng của họ được phóng đại bởi vị trí bấp bênh của chính phủ dưới thời Lord Grenville, người có thời gian ngắn làm Thủ tướng được gọi là Bộ Tài năng. Chính Grenville đã lãnh đạo cuộc chiến để thông qua dự luật tại Hạ viện, trong khi tại Commons, Bill được lãnh đạo bởi Bộ trưởng Ngoại giao, Lord Howick (Charles Gray, sau Earl Grey). Các sự kiện khác cũng đóng một phần; Đạo luật Liên minh 1800 đã đưa 100 nghị sĩ Ailen vào Quốc hội, hầu hết trong số họ ủng hộ bãi bỏ. Dự luật lần đầu tiên được giới thiệu trước Quốc hội vào tháng 1 năm 1807. Nó đã đến Hạ viện vào ngày 10 tháng 2 năm 1807. Vào ngày 23 tháng 2 năm 1807, hai mươi năm sau khi ông bắt đầu cuộc thập tự chinh của mình, Wilberforce và nhóm của ông đã được thưởng chiến thắng. Sau một cuộc tranh luận kéo dài mười giờ, Hạ viện đã đồng ý với lần đọc dự luật thứ hai để xóa bỏ buôn bán nô lệ Đại Tây Dương bằng cách áp đảo 283 phiếu cho đến 16. Dự luật đã nhận được sự đồng ý của Hoàng gia vào ngày 25 tháng 3 năm 1807.
Tuy nhiên, trong khi Đạo luật này bãi bỏ việc buôn bán nô lệ ở Đế quốc Anh, chế độ nô lệ vẫn tiếp tục cho một thế hệ khác. Mãi cho đến khi Đạo luật bãi bỏ chế độ nô lệ năm 1833, chính chế độ nô lệ cuối cùng đã bị bãi bỏ.

## Các quốc gia khác
Theo Đạo luật chống lại chế độ nô lệ năm 1793, Quốc hội Thượng Canada ở Bắc Mỹ thuộc Anh đã bãi bỏ buôn bán nô lệ, vào năm 1805, một Hội đồng trật tự Anh đã hạn chế việc nhập khẩu nô lệ vào các thuộc địa đã bị bắt từ Pháp và Hà Lan. Sau khi Đạo luật 1807 được thông qua, Anh đã sử dụng ảnh hưởng của mình để gây sức ép buộc các quốc gia khác chấm dứt buôn bán nô lệ của chính họ. Đến năm 1810, hiệp ước Anh-Bồ Đào Nha đã đồng ý hạn chế buôn bán vào các thuộc địa của mình; trong hiệp ước Anh-Thụy Điển năm 1813, Thụy Điển đặt ra ngoài vòng pháp luật buôn bán nô lệ; và trong Hiệp ước Paris năm 1814, theo đó Pháp đồng ý với Anh rằng buôn bán nô lệ là "không tuân theo các nguyên tắc của công lý tự nhiên" và đồng ý bãi bỏ buôn bán nô lệ trong năm năm. Trong hiệp ước Anh-Hà Lan năm 1814, Hà Lan đặt ra ngoài vòng pháp luật buôn bán nô lệ và hiệp ước Anh-Tây Ban Nha năm 1817 kêu gọi Tây Ban Nha đàn áp buôn bán nô lệ vào năm 1820.
Hoa Kỳ đã thông qua Đạo luật Cấm nhập khẩu nô lệ vào ngày 2 tháng 3 năm 1807, cùng tháng và năm với hành động của Anh. Nó quy định bãi bỏ buôn bán nô lệ Đại Tây Dương nhưng không làm thay đổi hoạt động buôn bán nội bộ trong nô lệ. Điều 1, Mục 9, Khoản 1 của Hiến pháp Hoa Kỳ đã cấm đóng cửa buôn bán nô lệ trong hai mươi năm, cho đến năm 1808. Luật được lên kế hoạch từ lâu đã được thông qua một năm trước đó và với những khuyến khích kinh tế của buôn bán nô lệ sắp có cuối cùng, có cả một số lượng lớn nô lệ được giao dịch và thống nhất các phe phái chính trị chống lại buôn bán nô lệ.

## Thực thi
Đạo luật đã tạo ra tiền phạt cho các thuyền trưởng tiếp tục giao dịch. Những khoản tiền phạt này có thể lên tới 100 bảng cho mỗi người nô lệ được tìm thấy trên một con tàu. Thuyền trưởng đôi khi sẽ vứt bỏ các tù nhân trên biển khi họ nhìn thấy các tàu Hải quân đến để tránh những khoản tiền phạt này. Hải quân Hoàng gia, sau đó kiểm soát các vùng biển của thế giới, đã thành lập Phi đội Tây Phi vào năm 1808 để tuần tra bờ biển Tây Phi, và từ năm 1808 đến 1860, họ đã bắt giữ khoảng 1.600 tàu nô lệ và giải phóng 150.000 người châu Phi đang ở trên tàu. Hải quân Hoàng gia tuyên bố rằng các tàu vận chuyển nô lệ giống như cướp biển. Hành động cũng được thực hiện đối với các nhà lãnh đạo châu Phi đã từ chối đồng ý với các hiệp ước của Anh để cấm các hoạt động buôn bán, chẳng hạn như "Vua chiếm quyền", [cần dẫn nguồn], người đã bị phế truất vào năm 1851. Các hiệp ước chống nô lệ đã được ký kết với hơn 50 nhà cầm quyền châu Phi.
Vào những năm 1860, các báo cáo về sự tàn bạo của David Livingstone trong buôn bán nô lệ Ả Rập ở Châu Phi đã khuấy động sự quan tâm của công chúng Anh, làm sống lại phong trào bãi bỏ cờ. Hải quân Hoàng gia trong suốt những năm 1870 đã cố gắng đàn áp "thương mại phương Đông ghê tởm này", đặc biệt là tại Zanzibar. Năm 1890, Anh trao quyền kiểm soát hòn đảo Heligoland chiến lược quan trọng ở Biển Bắc cho Đức để đổi lấy quyền kiểm soát Zanzibar, một phần để giúp thực thi lệnh cấm buôn bán nô lệ.